# Скотт, Алекс (футболист, 2003)
А́лекс Джей Скотт (англ. Alex Jay Scott; родился 21 августа 2003, Гернси) — английский футболист, полузащитник клуба «Борнмут».

## Клубная карьера
Выступал за юношеские команды «Саутгемптона» и Борнмута». В возрасте 16 лет стал игроком клуба «Гернси» из Истмийской лиги. 31 августа 2019 года дебютировал за «Гернси» в матче против «Феникс Спортс», став самым молодым игроком в истории «Гернси». Всего провёл за «Гернси» 15 матчей в сезоне 2019/20.
В декабре 2019 года подписал предварительный контракт с клубом Чемпионшипа «Бристоль Сити». В марте 2021 года подписал с клубом профессиональный контракт. 7 августа 2021 года Скотт дебютировал в основном составе «Бристоль Сити» в матче Чемпионшипа против «Блэкпула».
10 августа 2023 года перешёл в «Борнмут» за 25 млн фунтов.

## Карьера в сборной
Выступал за сборные Англии до 18, до 19, до 20 лет и до 21 года.
В июне 2022 года был включен в заявку сборной на чемпионат Европы до 19 лет, на котором англичане одержали победу.
В мае 2023 года в составе сборной Англии до 20 лет провёл три матча на молодёжном чемпионате мира.

## Достижения

### Командные достижения
Сборная Англии (до 19 лет)
- Победитель чемпионата Европы (до 19 лет): 2022

### Личные достижения
- Молодой игрок сезона в Чемпионшипе: 2022/23[9]
- Член «команды сезона» в Чемпионшипе: 2022/23[10]
- Молодой игрок месяца в Английской футбольной лиге: февраль 2023[11]